# Szpital Zakonu Bonifratrów pw. Aniołów Stróżów w Katowicach
Szpital Zakonu Bonifratrów pw. Aniołów Stróżów w Katowicach – założony przez ks. Leopolda Markiefkę w 1871 szpital w katowickiej dzielnicy Bogucice, prowadzony przez bonifratrów.
Do momentu odzyskania przez bonifratrów lecznica nosiła nazwę: Szpital Miejski nr 1 im. Ludwika Rydygiera w Katowicach.

## Historia
Uroczyste poświęcenie i otwarcie wybudowanego przez bonifratrów szpitala w Bogucicach miało miejsce 7 września 1874. Początkowo zakonnicy byli w stanie objąć jednorazową opieką 30 chorych. W 1886 szpital przebudowano według projektu L. Schneidera. W 1890 szpital dysponował 60 łóżkami. W latach 1902–1903 wzniesiono nowy dwupiętrowy pawilon przy ul. Normy. Wówczas szpital zaczął dysponować 160 łóżkami. W 1926 było ich już 210, zaś przed wybuchem II wojny światowej bonifratrzy dysponowali już 260 łóżkami. Szpital posiadał też sale operacyjne i własną aptekę. 
Funkcję lekarzy naczelnych w szpitalu do 1939 roku pełnili: Moesser, Forner, Schibalski, Bruno Sogalla (1896–1913), Krebs (1914–1919), Jan Hlond, Maksymilian Wilimowski (1925–1926), Jan Kozubowski (1926–1929), Władysław Kowalski (1929–1930), Władysław Bernadzikowski (1931–1939).
Niemcy wysiedlili zakonników do Krakowa. Zniszczeniu uległa biblioteka. W 1948 sąd uznał prawo własności zakonu, bonifratrzy nie mogli jednak sami prowadzić placówki medycznej. Szpital odzyskano całkowicie dopiero w 2009.
Na mocy uchwały Rady Miasta Katowice nr XXXVIII/836/21 z dnia 8 września 2021 r. Szpital uzyskał tytuł „Zasłużony dla Miasta Katowice”
Na terenie szpitala znajduje się kaplica szpitalna pw. Aniołów Stróżów, jeden z trzech najstarszych obiektów sakralnych w mieście.

## Oddziały
W szpitalu znajduje się siedem oddziałów:
- Oddział chirurgiczny
- Oddział chorób wewnętrznych
- Oddział ortopedyczny
- Oddział ginekologiczno-położniczy
- Oddział anestezjologii i intensywnej terapii
- Oddział noworodkowy
- Izba przyjęć